# ديريك سبينس
ديريك سبينس (بالإنجليزية: Derek Spence)‏ (18 يناير 1952 ببلفاست في المملكة المتحدة - ) هو لاعب كرة قدم أيرلندي شمالي في مركز الهجوم. شارك مع منتخب أيرلندا الشمالية لكرة القدم. أما مع النوادي، فقد لعب مع أولدهام أثلتيك وسبارتا روتردام ونادي أولمبياكوس ونادي بلاكبول ونادي بوري ونادي ساوثيند يونايتد ونادي كروسيدرز وOlympiacos CFP ‏ وهونغ كونغ رينجرز وسي بي ‏.

## وصلات خارجية
- ديريك سبينس على موقع الاتحاد الأوربي (الإنجليزية)
- ديريك سبينس على موقع قاعدة بيانات كرة القدم.إي يو (الإنجليزية)
- ديريك سبينس على موقع ناشيونال فوتبول تيمز (الإنجليزية)